# 大托叶山黧豆
大托叶山黧豆（学名：Lathyrus pisiformis）为豆科山黧豆属下的一个种。